# Chicago Bears 1937
La stagione 1937 dei Chicago Bears è stata la 17ª della franchigia nella National Football League. La squadra terminò con un record di 9-1-1 al primo posto della Western Division. Si qualificò così per la finale di campionato dove fu sconfitta dai Washington Redskins del rookie Sammy Baugh per 28-21. Chicago ebbe il secondo miglior attacco del campionato e la miglior difesa della NFL.

## Calendario
| Stagione regolare |                    |               |           |           |
| Data              | Avversario         | Stadio        | Risultato | Punteggio |
| 19 set.           | Green Bay Packers  | East Stadium  | V         | 14–2      |
| 4 ott.            | Pittsburgh Pirates | Forbes Field  | V         | 7–0       |
| 10 ott.           | Cleveland Rams     | League Park   | V         | 20–2      |
| 17 ott.           | Chicago Cardinals  | Wrigley Field | V         | 16–7      |
| 24 ott.           | Detroit Lions      | Wrigley Field | V         | 28–20     |
| 31 ott.           | New York Giants    | Polo Grounds  | P         | 3–3       |
| 7 nov.            | Green Bay Packers  | Wrigley Field | S         | 24–14     |
| 14 nov.           | Brooklyn Dodgers   | Wrigley Field | V         | 29–7      |
| 25 nov.           | Detroit Lions      | Titan Stadium | V         | 13–0      |
| 28 nov.           | Cleveland Rams     | Wrigley Field | V         | 15–7      |
| 5 dic.            | Chicago Cardinals  | Wrigley Field | V         | 42–28     |

### Finale
| Finale  |                     |               |           |           |
| Data    | Avversario          | Stadio        | Risultato | Punteggio |
| 12 dic. | Washington Redskins | Wrigley Field | S         | 21-28     |

## Classifiche
| NFL Western Division |   |    |   |      |     |     |     |     |
|                      | V | S  | P | %    | DIV | PF  | PS  | STR |
| Chicago Bears        | 9 | 1  | 1 | .900 | 7–1 | 201 | 100 | V4  |
| Green Bay Packers    | 7 | 4  | 0 | .636 | 6–2 | 220 | 122 | S2  |
| Detroit Lions        | 7 | 4  | 0 | .636 | 4–4 | 180 | 105 | S1  |
| Chicago Cardinals    | 5 | 5  | 1 | .500 | 3–5 | 135 | 165 | S2  |
| Cleveland Rams       | 1 | 10 | 0 | .091 | 0–8 | 75  | 207 | S9  |

Nota: I pareggi non venivano conteggiati ai fini della classifica fino al 1972.

## Futuri Hall of Famer
- Dan Fortmann, guardia
- George Musso, tackle
- Bronko Nagurski, fullback
- Joe Stydahar, tackle